# Salterio Ravenscroft
Il Salterio Ravenscroft è una versione estesa del Salterio Sternhold e Hopkins, pubblicata da Thomas Ravenscroft nel 1621.

## Descrizione
Nell'edizione di Ravenscroft sono presenti molti più salmi, completi di parte musicale, alcuni dei quali erano stati composti, dopo la pubblicazione originale, da compositori del periodo tardo Tudor e compositori del periodo Stuart come Thomas Morley, Thomas Tallis, John Dowland e Thomas Tomkins. Un altro contributore musicale di questo volume fu  John Milton, il vecchio, padre del poeta omonimo. 